# ريتشارد م. شيرمان
ريتشارد مورتون شيرمان (من مواليد 12 يونيو 1928) هو كاتب أغانٍٍٍ أمريكي، تخصّص في الأفلام الموسيقية مع شقيقه روبرت شيرمان. وفقًا لموقع شركة والت ديزني الرسمي "كان الأخوان شيرمان مسؤولَين عن الأغاني الموسيقية في أفلام الصور المتحركة أكثر من أي فريق تأليف أغانٍ آخر في تاريخ السينما." 
دُمِجت بعض أشهر أغاني الأخوين شيرمان في أفلام الحركة الحية والرسوم المتحركة الموسيقية بما في ذلك: ماري بوبينز، أسعد مليونير، كتاب الأدغال، مغامرات ويني ذي بو، تشيتي تشيتي بانغ بانغ،شبكة شارلوت، وغيرها.
لا تزال أغنية فيلم "إنه عالم صغير" أكثر أعمالهما شهرة؛ وفقًا لـ مجلة تايم، قد تكون الأغنية الأكثر أداءً (علنًا) في التاريخ.

## النشأة
ولد ريتشارد مورتون شيرمان في مدينة نيويورك لأبوين يهوديين من أصل روسيّ، روزا (دانسيس) وآل شيرمان. جنبا اتّبع ريتشارد مع شقيقه الأكبر روبرت "الأخوان شيرمان" خطى والدهما في كتابة الأغاني لتشكيل شراكة طويلة الأمد في هذا العمل.
بعد سبع سنوات من التنقلات المتكررة عبر البلاد، استقرت عائلة شيرمان أخيرًا في بيفرلي هيلز، كاليفورنيا في عام 1937. خلال التحاق ريتشارد بمدرسة بيفرلي هيلز الثانوية، أصبح مفتونًا بالموسيقى ودرس العديد من الآلات بما فيها الفلوت والبيكولو والبيانو. في تخرجه من المدرسة الثانوية عام 1946، عزف شيرمان وزميله في الدراسة أندريه بريفين دويتو موسيقي حيث عزف بريفين على البيانو وشيرمان على الفلوت. فاز الأخوان شيرمان لاحقًا بجائزة أوسكار للموسيقى عام 1964 - عن فيلمماري بوبينز  وحصلا على جائزة ثاني أفضل أغنية أصلية عن فيلم "شيم شيم شير إي ".

## الخدمة العسكرية والتعليم
في عام 1953، تجنّد شيرمان في جيش الولايات المتحدة، حيث تم تعيينه في فرقة الجيش ونادي المرح. عمل قائداً موسيقياً لكلا المجموعتين من عام 1953 حتى تسريحه المشرّف في عام 1955، وكان تواجده متمركزًا فقط في الولايات المتحدة خلال فترة خدمته. خلال هذا الوقت، عمل شقيقه روبرت مع مؤلفي أغانٍ آخرين.
التحق شيرمان للدراسة في كلية بارد، وتخصص في الموسيقى، وكتب العديد من السوناتات و"الأغاني الفنية". أدى طموحه في كتابة "السيمفونية الأمريكية العظيمة" في النهاية إلى كتابة الأغاني.

## الحياة المهنية
في غضون عامين بعد التخرج، بدأ شيرمان وشقيقه روبرت بكتابة الأغاني معًا.
عام 1958، أسس روبرت شركة لنشر الأعمال الموسيقية، شركة عالم الموسيقى، والتي عملت لاحقًا مع شركة وندرلاند للموسيقى التابعة لشركة ديزني BMI. في نفس العام، حقّقت أغنية الأخوين شيرمان "بول الطويل" مركزاً ضمن التسجيلات العشرة الأولى التي غنتها أنيت فونيكيلو. اجتذب نجاح هذه الأغنية انتباه والت ديزني الذي عين الأخوين شيرمان كاتبا أغانٍ في استوديوهات والت ديزني. أثناء تواجدهما في ديزني، كتب الأخوان شيرمان أغنيتهما الأكثر شهرة: " إنه عالم صغير (بعد كل شيء) " وعرضت في معرض نيويورك العالمي عام 1964.
عام 1965، فاز الأخوان شيرمان بجائزتي أوسكار عن موسيقى فيلمماري بوبينز - أفضل موسيقى أصلية، والتي تضمنت أغنيات "أطعم الطيور" و"سوبركاليفراجيليستيسإكسبيادوشيوس"، وأفضل أغنية أصلية " تشيم تشيم شير إي". منذ عرض فيلم ماري بوبينز، حصل روبرت شيرمان على 9 ترشيحات لجوائز الأوسكار وجائزتي جرامي و4 ترشيحات لجائزة جرامي و23 ألبومًا ذهبيًا وبلاتينيًا.
عمل روبرت وريتشارد شيرمان مباشرة مع والت ديزني حتى وفاة ديزني في عام 1966. بعد تركهما الشركة، عمل الأخوان بشكل مستقل كمؤلفي أغانٍ في عشرات الأفلام والعروض التلفزيونية والمعارض والمسرحيات الموسيقية.
تمثّلت مهمتهما الأولى خارج ديزني مع إنتاج موسيقى فيلم الصور المتحركة تشيتي تشيتي بانغ بانغ لألبرت آر بروكلي في عام 1968 وعنه حصل الأخوان على ترشيحهما الثالث لجائزة الأوسكار. في عام 1973، فاز الأخوان شيرمان بالجائزة الأولى في مهرجان موسكو السينمائي عن موسيقى فيلم توم سوير، وهي المرة الأولى التي يحصل فيها أمريكي على هذه الجائزة في تاريخها. ومن الجدير بالذكر أنهما كتبا سيناريو هذا الفيلم أيضاً.
اختيرفيلم الحذاء والوردة ليكون ضمن العرض الملكي السنوي وحضرته الملكة إليزابيث. وتميّز الفيلم بالتكيف الموسيقي الحديث لقصة سندريلا الكلاسيكية. في نفس العام، حصل الأخوان شيرمان على نجمة في "ممشى المشاهير" في هوليوود.
تشمل أرصدة أفلامهما العديدة الأخرى في ديزني وغير ديزني:كتاب الأدغال (1967)، قطط ذوات (1970)، مصيدة الوالدين (1961)، مصيدة الوالدين (1998)، شبكة شارلوت (1973)، مغامرات ويني ذي بو (1977)، سنوبي، تعال إلى البيت (1972)، بيدكنوبس وبرومستيكس (1971) وليتل نيمو: مغامرات في سلومبرلاند (1992).
عام 2000، كتب الأخوان شيرمان أغنية فيلم ديزني الرائد: فيلم تيغر (2000)، وهو أول فيلم كبير للأخوين لشركة ديزني منذ أكثر من 28 عامًا.

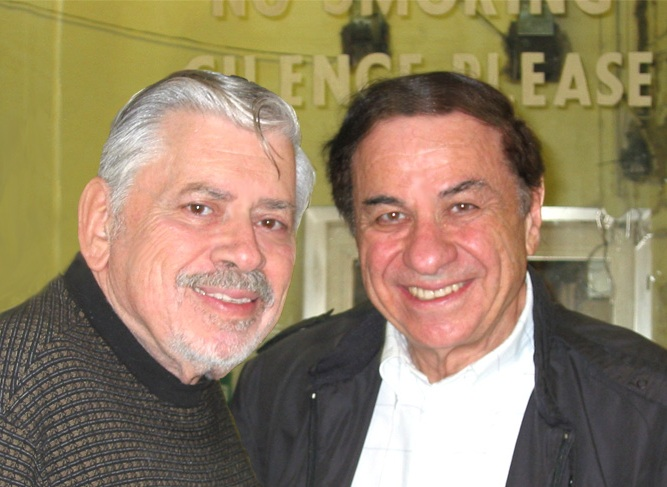
روبرت (إلى اليسار) وريتشارد في عام 2002

في عام 2002، عُرضت المسرحية الموسيقية تشيتي تشيتي بانغ بانغ لأول مرة في لندن، وكان من أنجح العروض المسرحي التي عرضت في لندن بالاديوم. في أوائل عام 2005، عرضت المسرحية المجدّدة لأول مرة في برودواي (مدينة نيويورك) في مسرح فوكسوودز (ثم مسرح هيلتون). كتب الأخوان شيرمان ست أغنيات إضافية خصيصًا للإنتاج المسرحي الجديد.
في 2003، أدرجت أربعة أعمال موسيقية للأخوين شيرمان في قائمة "أفضل 10 أفلام مفضلة للأطفال في كل العصور" في استطلاع (بريطاني) على مستوى البلاد نشرته هيئة الإذاعة البريطانية، حيث جاء فيلم كتاب الأدغال (1967) في المرتبة السابعة، وفيلمماري بوبينز (1964) في المرتبة الثامنة، وفيلم قطط ذوات (1970) في المرتبة 9 وتصدّر فيلم تشيتي تشيتي بانغ بانغ (1968) القائمة في المرتبة الأولى.
في يونيو 2005، أُدخل ريتشارد م. شيرمان قاعة مشاهير كتاب الأغاني مع شقيقه. افتتح عرض فيلمشيتي في برودواي في عام 2005 وبدأت أول جولة عروض كاملة في المملكة المتحدة في ديسمبر 2005. افتتح عرض فيلم اري بوبينز في برودواي في عام 2006.
عام 2008، بدأت جولة عرض فيلمماري بوبينز في المملكة المتحدة مع جولة حول العالم بدأت في يوتيبورج في السويد. عرض فيلمتشيتي في 29 مدينة في الولايات المتحدة انتهت في عام 2009.
في الآونة الأخيرة، تعاون شيرمان مرة أخرى مع ديزني في ثلاثة من أفلام الحركة الحية، كما كتب ثلاث أغانٍ جديدة لفيلم كريستوفر روبن 2018،  بعنوان "وداعًا وداعًا" و"مشغول لا يفعل شيئًا" و"كريستوفر روبن". عمل شيرمان أيضًا مستشاراً موسيقياً لمشروع فيلم عودة ماري بوبنز، وهو تتمة للفيلم الأصلي. سيكتب شيرمان أيضًا أغانٍ جديدة للعمل المسرحي الموسيقي المُعدّل لفيلم كتاب الأدغال.

## الحياة الشخصية
في أواخر الأربعينيات من القرن الماضي، بينما كان ريتشارد يدرس في كلية بارد، تزوج لفترة وجيزة من كورين نيومان. وانجبا ابنة واحدة، ليندا. في عام 1957، تزوج ريتشارد من أورسولا إليزابيث غلوك، وأنجبا غريغوري فنسنت وفيكتوريا لين. لشيرمان ستة أحفاد.
بعد انتقال روبرت شيرمان من بيفرلي هيلز إلى لندن، إنجلترا، واصل الأخوان التعاون موسيقيًا. نسب الأخوان الفضل إلى التكنولوجيا التي مكّنتهما من التواصل عبر مسافات طويلة من خلال الفاكس والبريد الإلكتروني وخدمة الهاتف الدولية منخفضة التكلفة. سافر الشقيقان كثيرًا بين لوس أنجلوس ونيويورك ولندن للعمل معًا على مسرحيات موسيقية مختلفة  وذلك حتى وفاة روبرت في عام 2012.

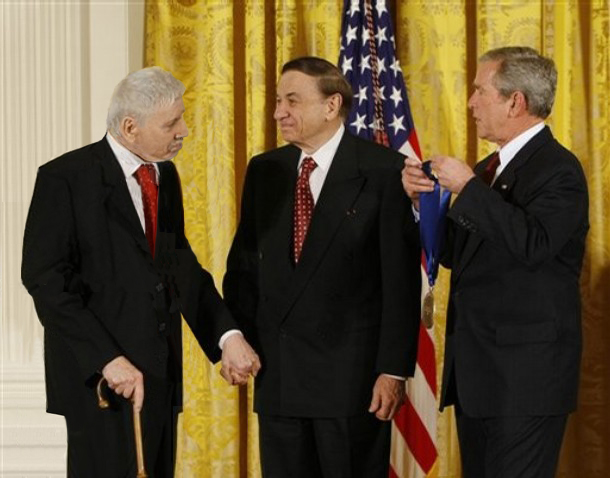
حصل الأخوان شيرمان على الميدالية الوطنية للفنون في البيت الأبيض في 17 نوفمبر 2008 (من اليسار إلى اليمين: روبرت ب. شيرمان وريتشارد م. شيرمان والرئيس الأمريكي جورج دبليو بوش)

## الجوائز المهنية
جوائز الأوسكار
- 1965 نال ريتشارد جائزة الأوسكار فئة "أفضل أغنية أصلية" عن فيلمماري بوبينز، وجائزة الأوسكار في فئة " أفضل موسيقى تصويرية" عن نفس الفيلم
- عام 1969 رشح لجائزة الأوسكار في فئة " أفضل أغنية أصلية " عن "تشيتي تشيتي بانغ بانغ
- عام 1972، رشح لجائزة الأوسكار عن فئة " أفضل أغنية أصلية " عنبيدكنوبس وبرومستيكس، وترشيح عن فئة "أفضل موسيقى تصويرية عن نفس الفيلم.
- عام 1974، رشح لجائزة الأوسكار في فئة " أفضل موسيقى تصويرية عن فيلم توم سوير.
- عام 1978، رشح لجائزة الأوسكار في فئة "أفضل أغنية أصلية " عن "الحذاء والوردة".
- عام 1978، رشح لجائزة الأوسكار في فئة " أفضل موسيقى تصويرية" عن فيلمالحذاء والوردة.
- عام 1979، رشح لجائزة الأوسكار عن فئة " أفضل أغنية أصلية " عن أغنية "عندما أحببت" من سحر لاسي.

جوائز آني

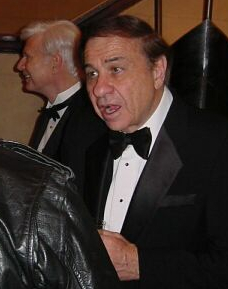
شيرمان عام 2003 في حفل توزيع جوائز آني

- عام 2000، رشح في جائزة آني في فئة "الإنجاز الفردي المتميز للموسيقى في إنتاج رسوم متحركة" عن أغنية " Round My Family Tree " منفيلم تيغر.
- عام 2003، حصل على "جائزة وينسر مكاي" لإنجازات العمر والمساهمة في الرسوم المتحركة.

جوائز بافتا
- عام 1977، في جوائز بافتا، رشّح لنيل "جائزة أنتوني أسكويث لموسيقى الأفلام" عن فيلم الحذاء والوردة.

بي إم آي
- عام 1977 مُنح "جائزة الرواد" في لوس أنجلوس، كاليفورنيا.
- عام 1991، فاز بجائزة "إنجاز مدى الحياة" مُنحت له في فندق بيفرلي ويلشاير في لوس أنجلوس، كاليفورنيا.

جائزة كريستوفر
- عام 1964، حصل على "جائزة كريستوفر " عن "أفضل أغنية أصلية" عن فيلمماري بوبينز
- عام 1973، حصل على "جائزة كريستوفر" عن "أفضل أغنية أصلية" عن فيلمتوم سوير

ديزني
- عام 1985، منحت له جائزة "موسيكار" في هوليوود باول في هوليوود بولاية كاليفورنيا أمام 20 ألف شخص.
- عام 1990، حصل على جائزة "ديزني ليجندز" في استوديوهات والت ديزني في بوربانك، كاليفورنيا.
- عام 2010، قُدّم في ديزني لاند في أنهايم، كاليفورنيا تكريماً لمساهمة الأخوة شيرمان في أعمال ديزني الترفيهية.

غولدين غلوب
- عام 1965، رشح لجائزة غولدن غلوب في فئة "أفضل موسيقى أصلية" عنماري بوبينز.
- عام 1969، رشح لجائزة غولدن غلوب في فئة "أفضل موسيقى أصلية" عن شيتي تشيتي بانغ بانغ.
- عام 1969، رشح لجائزة غولدن غلوب في فئة "أفضل أغنية أصلية" عنشيتي تشيتي بانغ بانغ
- عام 1974، رشح لجائزة غولدن غلوب في فئة "أفضل موسيقى أصلية" عنفيلم توم سوير
- عام 1977، رشح لجائزة غولدن غلوب في فئة "أفضل موسيقى أصلية" عن فيلم الحذاء والوردة.

جائزة غولدين فيديو كاسيت
- عام 1984، حصل على جائزة أفضل شرائط فيديو مبيعًا (على الإطلاق) لماري بوبينز

جوائز غرامي
- 1965 فاز بجائزة جرامي في فئة "أفضل النقاط الأصلية لصور متحركة أو عرض تلفزيوني" لماري بوبينز
- عام 1965 فاز بجائزة غرامي في فئة "أفضل تسجيل للأطفال" عنماري بوبينز
- عام 1966، رشح لجائزة غرامي في فئة "أفضل تسجيل للأطفال" عن ويني ذي بو وشجرة العسل
- عام 1968، رشح لجائزة غرامي في فئة "أفضل تسجيل للأطفال" عنكتاب الأدغال
- عام 1970، رشح لجائزة غرامي في فئة "أفضل تسجيل للأطفال" عن تشيتي تشيتي بانغ بانغ.
- عام 1971، رشح لجائزة غرامي في فئة "أفضل تسجيل للأطفال" عنقطط ذوات.
- عام 1973، رشح لجائزة غرامي في فئة "أفضل موسيقى أصلية لعرض الأطفال" عن سنوبي عد للبيت.
- عام 1974، رشح لجائزة غرامي في فئة "أفضل موسيقى أصلية لعرض موسيقي عن عرض "هنا!
- عام 1975 فاز بجائزة جرامي في فئة "أفضل تسجيل للأطفال" عنويني ذي بو وتيجر تو [27]

جوائز لوريل
- عام 1965، فاز بجائزة "غولدن لوريل" في فئة "أفضل أغنية" وهي "تشيم تشيم شير إي من فيلم ماري بوبينز.
- عام 1965 حصل على المركز الثاني "الغار الذهبي" في فئة رجال الموسيقى".
- عام 1966، فاز بالمركز الثالث في "غولدن لوريل " في فئة "أفضل أغنية".

مهرجان موسكو السينمائي
- عام 1973، حصل على جائزة المركز الأول في فئة "أفضل موسيقى" عن فيلمتوم سوير.

الميدالية الوطنية للفنون
- حصل وأخيه عام 2008 على الميدالية الوطنية للفنون في 17 نوفمبر 2008، حيث قدّمها الرئيس جورج دبليو بوش في البيت الأبيض. وهذا أعلى تكريم تمنحه حكومة الولايات المتحدة للفنانين.[28]

جوائز أوليفر
- عام 2002، رشح لنيل جائزة "أفضل موسيقى" عن شيتي تشيتي بانغ بانغ.

قاعة مشاهير كتّاب الأغاني
- عام 2005، قُدّم في فندق ماريوت في تايمز سكوير في مدينة نيويورك.

جائزة متحف المسرح
- قدّمت له جائزة الإنجاز الوظيفي لعام 2010 في 17 مايو 2010 في نادي اللاعبين في مدينة نيويورك.

جوائز نادي فاريتي
- عام 2003، حصل على جائزة "أفضل موسيقى" عن شيتي تشيتي بانغ بانغ.

ممشى المشاهير
- عام 1976، حصل على نجمة في ممشى المشاهير في هوليوود، وقد مُنحت لكلٍ من ريتشارد وروبرت شيرمان في 17 نوفمبر 1976.

## الوفاة
توفي ريتشارد شيرمان في 25 مايو 2024 عن عمر ناهز الخامسة والتسعين.

## روابط خارجية
- مقابلة صوتية مع ريتشارد م. شيرمان في برنامج WDW Radio Show by Lou Mongello
- ريتشارد م. شيرمان في قاعدة بيانات برودواي على الإنترنت </img>
- [http://www.imdb.com/name/nm792556/ Richard M. Sherman

] في قاعدة بيانات الأفلام على الإنترنت
- ريتشارد م. شيرمان في SoundUnwound
- مقابلة مع ريتشارد شيرمان - مكتبة NAMM للتاريخ الشفوي (2016)